# تعدد معنوي
- التعدد المعنوي [multisémie] هو تعدد المعاني في اللفظ الواحد، أي تسمية عدد من الأشياء —التي يستدل عليها بألفاظ مختلفة— بلفظ اصطلاح واحد، في الخطاب. ويختلف عن الاشتراك اللفظي أي حالة اللفظ ذي المعاني المتعددة، في اللغة.[1]

بتعبير آخر، التعدد المعنوي هو الاشتراك اللفظي الذي يقوم في الخطاب. ويخالفه التكافؤ المعنوي [équisémie]، أي تكافؤ الألفاظ في المعنى، الذي يقال له الترادف، والتفرد المعنوي [monosémie]، أي تفرد اللفظ بمعنى واحد، الذي يقال له الانفراد.
- التعدد المعنوي [Multisemie] يراد به أيضا حالة خاصة من الاشتراك اللفظي، عليها تشترك في الكلمة أصول متعددة تتعدد معاني كل واحد منها.[4]

مثال على ذلك كلمة بنك Bank:
1. أصلها الأول (فرنسي: banc ذ.، إيطالي: banco) له معان:

1. المصطبة
2. كل ما كان مرتفعا عما حوله
3. ما ترفع عليه جرة الماء

1. أصلها الثاني (فرنسي: banque ؤ.، إنجليزي: bank[5]) له معان أيضا:

1. رأس مال يوضع في محل مخصوص لأجل أعمال مخصوصة وتحت إدارة وشرائع معينة.
2. المحل الذي يوضع فيهِ ذلك المال.
3. أصحاب المال أنفسهم، ومديرو العمل.